# Karang Pandan
Karang Pandan is een bestuurslaag in het regentschap Pasuruan van de provincie Oost-Java, Indonesië. Karang Pandan telt 1560 inwoners (volkstelling 2010).